# 잭 휴스턴
잭 휴스턴(Jack Huston, 1982년 12월 7일 ~ )은 잉글랜드의 배우이다.

## 출연 작품

### 영화
- Neighborhood Watch (2005)
- 쉬룸스 (2006)
- 팩토리 걸 (2006)
- 제인 오스틴의 후회 (2008, Miss Austen Regrets)
- 에덴의 동산 (2008)
- 아웃랜더 (2008)
- 부기우기: 상위 1%의 섹스 (2009, Boogie Woogie)
- Shrink (2009)
- 미스터 나이스 (2010, Mr. Nice)
- 이클립스 (2010)
- 와일드 살로메 (2011)
- The Hot Potato (2012)
- 낫 페이드 어웨이 (2012, Not Fade Away)
- 킬 유어 달링 (2013)
- 리스본행 야간열차 (2013)
- 아메리칸 허슬 (2013)
- 러브 인 베를린 (2014, Posthumous)
- A Rose Reborn (2014) - 단편
- 롱기스트 라이드 (2015)
- 오만과 편견 그리고 좀비 (2016)
- 헤일, 시저! (2016)
- 벤허 (2016)
- 아름다운 날들 (2016)
- 더 옐로우 버즈 (2017, The Yellow Birds)
- An Actor Prepares (2017)
- Above Suspicion (2019)
- 아이리시맨 (2019)
- 지진새 (2019)
- 안테벨룸 (2020)
- 하우스 오브 구찌 (2021) - 도메니코 데 솔레 역
- 새비지 맨 (2022) - 셸비 존 역

### 텔레비전
- 스파르타쿠스 (2004)
- 보드워크 엠파이어 (2010-13)
- 런던 대화재 (2014, The Great Fire)
- 파고 (2020)